# کلیر اسکانلون
کلیر اسکانلون (انگلیسی: Claire Scanlon؛ زادهٔ ۱۹۷۱) ویراستار و کارگردان اهل ایالات متحده آمریکا است. او برای فعالیتش در اداره و کارآموز نامزد چهار جوایز امی ساعات پربیننده و برنده یکی از آن‌ها شده است.